# Tsjaad
Tsjaad (uitspraak: [tʃat]), officieel de Republiek Tsjaad (Frans: République du Tchad, Arabisch: جمهورية تشاد, Jumhūriyyat Tshād), is een land in het centrale deel van Afrika, dat grenst aan Libië, Soedan, de Centraal-Afrikaanse Republiek, Kameroen, Nigeria en Niger. Delen van het land liggen in een gordel genaamd de Sahel. Tsjaad heeft geen directe toegang tot zee. De hoofdstad is Ndjamena.

## Geschiedenis
Het gebied dat tegenwoordig Tsjaad omvat werd oorspronkelijk bewoond door verschillende stammen. Menselijke resten en grotschilderingen zijn het bewijs van een vroege bewoning. Na verloop van tijd vormde zich een aantal lokale koninkrijken die uiteindelijk overgenomen werden door het grote Kanemrijk dat het zuiden van het land overheerste vanaf ongeveer de 8e eeuw. Rondom dit koninkrijk vormde zich nog een aantal kleinere koninkrijken.
Tegen de Middeleeuwen werd Tsjaad beïnvloed door "buitenstaanders". Het land werd een stop voor Arabische handelaren die handel dreven met de lokale volkeren.
Aan het einde van de 19e eeuw waren Franse handelaren en ontdekkingsreizigers actief in het gebied. In 1902 werd Tsjaad officieel een kolonie van Frankrijk. Tijdens de Tweede Wereldoorlog was Tsjaad de eerste Franse kolonie die brak met het Vichy regime en de kant van de geallieerden koos. Op 11 augustus 1960 werd Tsjaad op een vreedzame manier onafhankelijk van Frankrijk.
Na de onafhankelijkheid begon in 1965 een burgeroorlog. De burgeroorlog begon als een opstand tegen de belastingen in het door moslims gedomineerde noorden van het land. De opstandelingen werden gesteund door het buurland Libië dat de Aouzoustrook in het noorden van het land claimde. Ook in het zuiden van het land waren er schermutselingen tussen de verschillende etnische groepen. Na de Toyota-oorlog in 1987 kwamen Tsjaad en Libië een wapenstilstand overeen en in 1994 wees het Internationale Gerechtshof de claim van Libië af. De burgeroorlog duurde tot 1996, toen er een vredesverdrag werd gesloten en een nieuwe grondwet werd aangenomen. In datzelfde jaar werd Idriss Déby, die al sinds 1990 aan de macht was, verkozen tot president.
In 2003 werd in het oosten van Tsjaad een begin gemaakt met de opvang van een grote vluchtelingenstroom uit de aangrenzende Soedanese regio Darfoer. Oost-Tsjaad werd een instabiele regio, er braken gewapende opstanden uit. In 2006 werd een opstand van rebellen uit het oosten door het regeringsleger tegengehouden. Na onderhandelingen kwam er een vredesverdrag. Eind 2007 sloten drie rebellengroepen een alliantie waarmee ze het vredesverdrag verbraken. Op 2 februari 2008 waren de rebellen opgerukt tot aan het paleis van de president. De poging tot staatsgreep mislukte, maar bracht wel een vluchtelingenstroom naar buurland Kameroen tot stand.
President Déby stierf in 2021 nadat hij bij gevechten tegen rebellen in het noorden van Tsjaad dodelijk gewond was geraakt. Na zijn overlijden kwam zijn zoon Mahamat Idriss Déby Itno aan het hoofd te staan van een militaire overgangsregering.

## Geografie, fauna en Flora

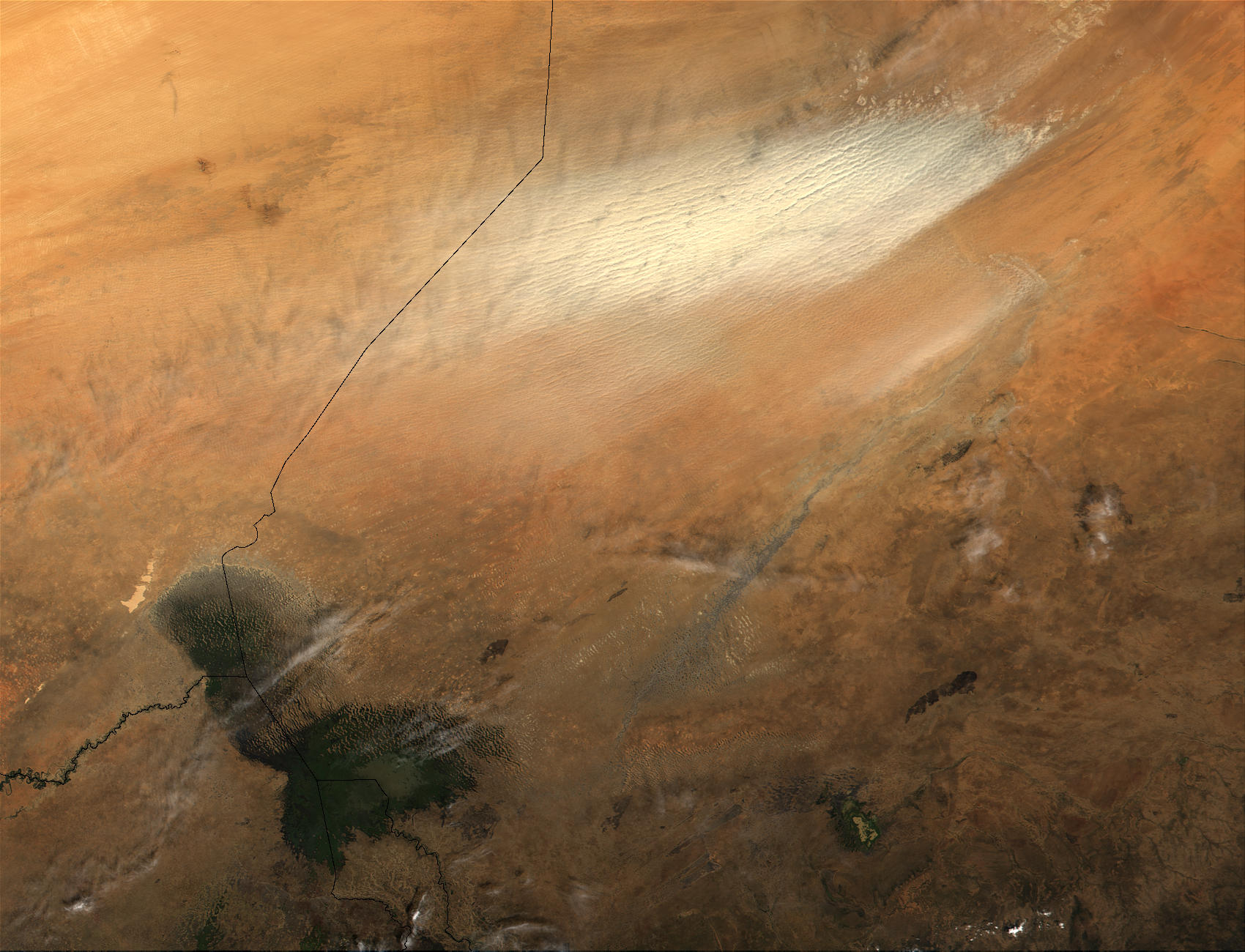
Satellietfoto zandstorm in Tsjaad

Het noorden van Tsjaad is onderdeel van de Saharawoestijn en er ligt ook het Tibestigebergte met de Emi Koussi (3415 meter) als hoogste berg van het land. In het noordoosten ligt het hoogland van Ennedi (ongeveer 1450 meter hoog).
Het centrum van het land wordt gevormd door droge graslanden die de overgangszone vormen (ook wel de Sahel). In het zuiden van Tsjaad liggen de Tropische laaglanden waar rivieren lopen die het Tsjaadmeer voeden dat langs de grens met Nigeria en Kameroen ligt.
In 2002 waren er minstens 134 soorten zoogdieren en 509 soorten vogels (354 inheemse soorten en 155 trekkende soorten). De jacht op olifanten door stropers is een ernstig probleem.

## Bestuurlijke indeling
Tot 1 september 1999 was Tsjaad onderverdeeld in 14 prefecturen. Het land werd toen heringedeeld in 28 departementen en 1 stad. Deze indeling werd in 2002 weer gewijzigd om tot de regio's te komen. De regio's werden verder onderverdeeld in departementen. Sinds 2018 is de bestuurlijke indeling van Tsjaad grondig gewijzigd. Tsjaad is nu verdeeld in 17 provincies, 107 departementen en 377 gemeenten. De regio's zijn hernoemd in provincies.

## Demografie

### Bevolking
Tsjaad heeft meer dan 200 etnische groepen. Het ligt op de grens van twee werelden, de door Arabieren gedomineerde gebieden in Afrika en de gebieden die worden bewoond door zwarte Afrikanen. De bevolking in de oostelijke en centrale regio's is door haar lange contacten met Egypte en Soedan min of meer gearabiseerd. Meer dan twee derde van de bevolking van het land leeft op het platteland. De Sara vormen de grootste etnische groep met 20%; hiernaast zijn er ook nog de Bagirmi, Kreish, Teda en Mbum die grotere groepen vormen.

### Religie
Ongeveer 55% van de bevolking is moslim, 40% is christen. De moslims wonen voornamelijk in het noorden en oosten van het land, de christenen en animisten voornamelijk in het zuiden. Ndjamena (voorheen Fort Lamy) is de zetel van een aartsbisdom. Het land is sinds de oprichting in 1969 lid van de Organisatie voor Islamitische Samenwerking.

### Taal
De officiële talen van Tsjaad zijn het Frans en het Arabisch. Hiernaast hebben de meeste etnische groepen hun eigen taal.

### Gezondheid
Levensverwachting 2015: 46 jaar. Zuigelingensterfte 2015: 7,7%.
Bevolkingsgroei: 2% per jaar (verdubbeling elke 35 jaar). De overbevolking van het land dat niet voldoende voedsel kan produceren voor de eigen bevolking heeft honger, ongelijkheid, sociaal onrecht en bedreiging van fauna en flora tot gevolg.

### Vluchtelingen
Einde 2000: 42.000 in Kameroen, 20.000 in Soedan. Vanaf 2003 huisvest Tsjaad onder toezicht van internationale organisaties grote groepen vluchtelingen uit de Soedanese regio Darfoer.

### Analfabetisme
2003: mannen 44%; vrouwen 60%.

## Economie
Tsjaad is een van de armste landen ter wereld. Op de Index van de menselijke ontwikkeling van de Verenigde Naties staat Tsjaad aangegeven als het vijfde armste land; 80% van de bevolking leeft onder de armoedegrens. Het bruto binnenlands product werd in 2005 geschat op 1.500 Amerikaanse dollar ($) per inwoner. Doordat het land volledig omringd wordt door andere landen en er dus geen directe zeeverbindingen zijn, worden de in- en uitvoer van producten extra bemoeilijkt en daarmee ook de ontwikkeling vertraagd.
Ongeveer 80% van de bevolking werkt in de landbouw en veeteelt. Katoen, veeteeltproducten, aardnoten en arabische gom vormen de belangrijkste producten. Export: 42% katoen, aardnoten, veeteeltproducten (1985), voornamelijk naar Kameroen en Frankrijk.
In het zuiden van Tsjaad zijn olievelden die naar schatting 1 miljard vaten aardolie bevatten. De productie in deze velden is begonnen in 2003. De velden zijn ontwikkeld door een consortium geleid door twee Amerikaanse bedrijven die $ 3,7 miljard geïnvesteerd hebben. De export van deze olie is begonnen in 2004 via een pijpleiding door het naburige land Kameroen naar de Atlantische kust.
De economie van Tsjaad is gedeeltelijk afhankelijk van ontwikkelingshulp. Begin 2012 landde voor de eerste maal een chartervliegtuig met toeristen die de Tsjaadse Sahara wilden bezoeken. De sterk uiteenlopende opvattingen in verband met gastvrijheid, solidariteit en comfort tussen de bevolking en de westerse toeristen toonden duidelijk de grenzen van economische ontwikkeling via toerisme. Toeristen worden vaak met onverschilligheid geconfronteerd. De arme bevolking ziet hen meestal als niet uitgenodigde buitenlanders.

### Corruptie
In Tsjaad is corruptie wijdverbreid. In de corruptieperceptie-index die jaarlijks door Transparency International wordt gepubliceerd neemt Tsjaad de 167e plaats in van de 180 opgenomen landen. Deze corruptie wordt gezien als een belangrijke hindernis bij economische ontwikkeling.

## Cultuur

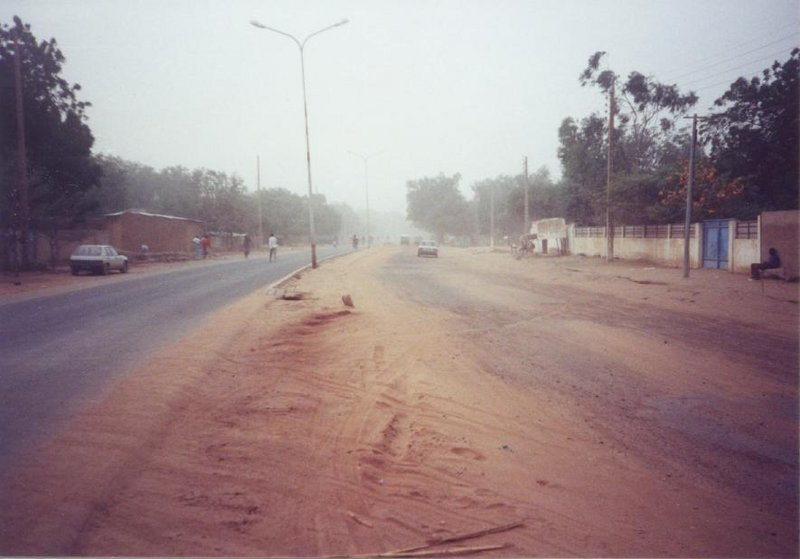
Straatbeeld uit Tsjaad

Veel stammen in Tsjaad hebben hun eigen muziek en kunstvormen ontwikkeld. Door de grote diversiteit in verschillende stammen heeft Tsjaad ook een zeer grote variatie muziek en kunstvormen.

## Politiek
De grondwet van Tsjaad werd aangenomen in 1996 na een jarenlange burgeroorlog en het land is officieel een democratische republiek. Er is een universeel kiesrecht voor iedereen ouder dan 18 jaar.
Aan het hoofd van het land staat een gekozen president. Vanaf de staatsgreep in 1990 tot zijn dood in 2021 was dit Idriss Déby van het Mouvement patriotique du Salut (MPS). Hij werd voor het eerst verkozen in 1996 en daarna nog vijfmaal (om de vijf jaar) herkozen. De verkiezingen van 2006 en 2011 werden door de oppositie geboycot. Volgens de grondwet van 1996 kon een president maar twee termijnen aan de macht blijven, waarbij de periode vóór de grondwet niet werd meegeteld. Deze limiet werd in 2005 echter opgeschort.
Kort na de verkiezingen van 2021, waarbij Déby opnieuw herkozen werd, kwam de president om het leven na gevechten tegen rebellen in het noorden van het land. Na zijn overlijden werd het parlement ontbonden en een militaire overgangsraad ingesteld onder leiding van zijn zoon Mahamat Idriss Déby Itno. Het premierschap, dat bij een grondwetswijziging in 2018 was afgeschaft om de president meer macht te kunnen geven, werd heringevoerd.
De president in Tsjaad heeft veel directe macht. Hij is verantwoordelijk voor de benoeming van de minister-president, de staatsraad (ministers) en heeft invloed over de benoeming van rechters, generaals, provinciale functionarissen en de directeuren van Tsjaads staatsbedrijven.
Tsjaad heeft een eenkamerparlement, de nationale assemblee. De rechterlijke macht bestaat uit een hooggerechtshof, een hof van hoger beroep, criminele rechtbank en magistrate rechtbank.

#### Politieke partijen
- Mouvement patriotique du Salut (MPS) 55 van de 125 zetels;
- Union pour le renouveau et la démocratie (URD) 31;
- Union nationale pour le Développement et le renouveau (UNDR) 15;
- overige 24.

### Mensenrechten
Tsjaad heeft een autoritair regime. In de democratie-index van The Economist neemt Tsjaad de 165e plaats in van de 167 opgenomen landen.
Amnesty International maakt melding van beperkingen in de vrijheid van meningsuiting en van straffeloosheid bij misdaden begaan door het leger. De rechten van homo's staan onder druk: er ligt een wetsontwerp voor dat homoseksuele handelingen met 15-20 jaar detentie bestraft.

### Nationale feestdag
Jaarlijks wordt op 11 augustus de Onafhankelijkheidsdag gevierd.

## Klimaat
Tsjaad heeft vier zones, van een woestijnklimaat in het noorden tot een tropisch klimaat in het zuiden. In het zuiden valt gemiddeld 1000 millimeter regen per jaar, in het noorden minder dan 130 millimeter. Rond de hoofdstad Ndjamena valt gemiddeld 630 millimeter regen per jaar.
Tsjaad heeft periodiek last van sprinkhanenplagen en droogtes.
Door de grote afwisseling van klimaatzones van noord naar zuid kent het land een zeer grote variëteit aan begroeiing, van bos in het zuiden, savanne en droge graslanden in het midden tot woestijn in het noorden.